# 苏慎初
苏慎初（1882年—1941年），广东省合浦县廉州镇（今属广西）人，清朝及中华民国军事人物。

## 生平
苏慎初是清末秀才，后考入广东陆军速成学堂第一期。光绪三十四年（1908年）加入同盟会。1909年，苏慎初参加新军，任广东新军第二镇见习官，驻广东高州、雷州。辛亥革命中，苏慎初在中国同盟会南方支部的领导下，在西江率新军举行反清起义。
中华民国成立后，民国元年（1912年）初，陈炯明代理广东都督，将部队扩编为两个师一个旅，苏慎初被任命为第二师师长。
民国2年（1913年）7月18日，陈炯明响应李烈钧，宣布广东独立。8月4日，苏慎初受袁世凱收買炮轰都督府，驱逐陈炯明，宣告广东取消独立，权任临时都督兼民政长，6日，袁世凯赏以陆军上将衔，及三等勋位 。但蘇慎初的人望不足，僅擔任3日臨時都督便被張我權給驅趕離職。在8月18日，便被袁世凱下令革職。
民国4年（1915年），苏慎初潜入肇庆策动部队進行反袁戰爭，但由于事情泄露而遭追捕，後被雲南政府扣押監禁，到袁世凱取消帝制病死後，蘇慎初才被釋放。重獲自由的蘇慎初起初在北京擔任谘议、顾问等职务。在陳炯明在民國七年（1918）復出擔任「援閩護法粵軍」司令後，蘇慎初南下投靠陳炯明，在粵軍司令部中擔任顧問。
民國十一年（1922），授陳炯明委託成為廉州民團總辦，駐地北海市。但因為陳炯明遭到復出的孫中山驅趕，控制根據地退回廣東省東部沿海一帶，無力顧及在西邊鄰近廣西的蘇慎初，蘇慎初只能投靠同地軍閥，由邓本殷指揮的高雷钦廉琼崖罗阳八属联军，孫中山曾派遣黃明堂殲滅該部隊，但最後未能成功。民國十四年（1925）底國民革命軍東征，在陳炯明軍戰敗崩解後，國民政府部隊與新桂系聯手出兵剷除鄧本殷，民国15年（1926年）2月，國民革命軍第10師佔領北海市，失去根據地與軍事力量的蘇慎初回到回到广州湾（今湛江）创建同善社，退出政軍界。后来，苏慎初赴香港，于1941年（或说1936年）在香港逝世。4